# Heidgraben
Heidgraben er en by og en kommune i det nordlige Tyskland, beliggende i Amt Moorrege under Kreis Pinneberg. Kreis Pinneberg ligger i den sydlige del af delstaten Slesvig-Holsten.

## Geografi
Heidgraben ligger 18 kilometer nordvest for Hamborg ved udkanten af marsk- blandet med geest-områder. Den græønser til byerne Uetersen og Tornesch samt til kommunerne Klein Nordende og Groß Nordende.
Kommunen er spredt bebygget. Store dele af området er er udpeget som beskyttet landskab (Landschaftsschutzgebiet), på basis af Kreis Pinnebergs beskyttelsesforordning, „Moorige Feuchtgebiete (LSG 07)“.
Øst for Heidgraben går motorvejen A 23 fra Pinneberg mod Elmshorn. Der er lidt landbrug og planteskoler i kommunen, men hovedparten af indbyggerne pendler på arbejde i Hamborg.